# صافو

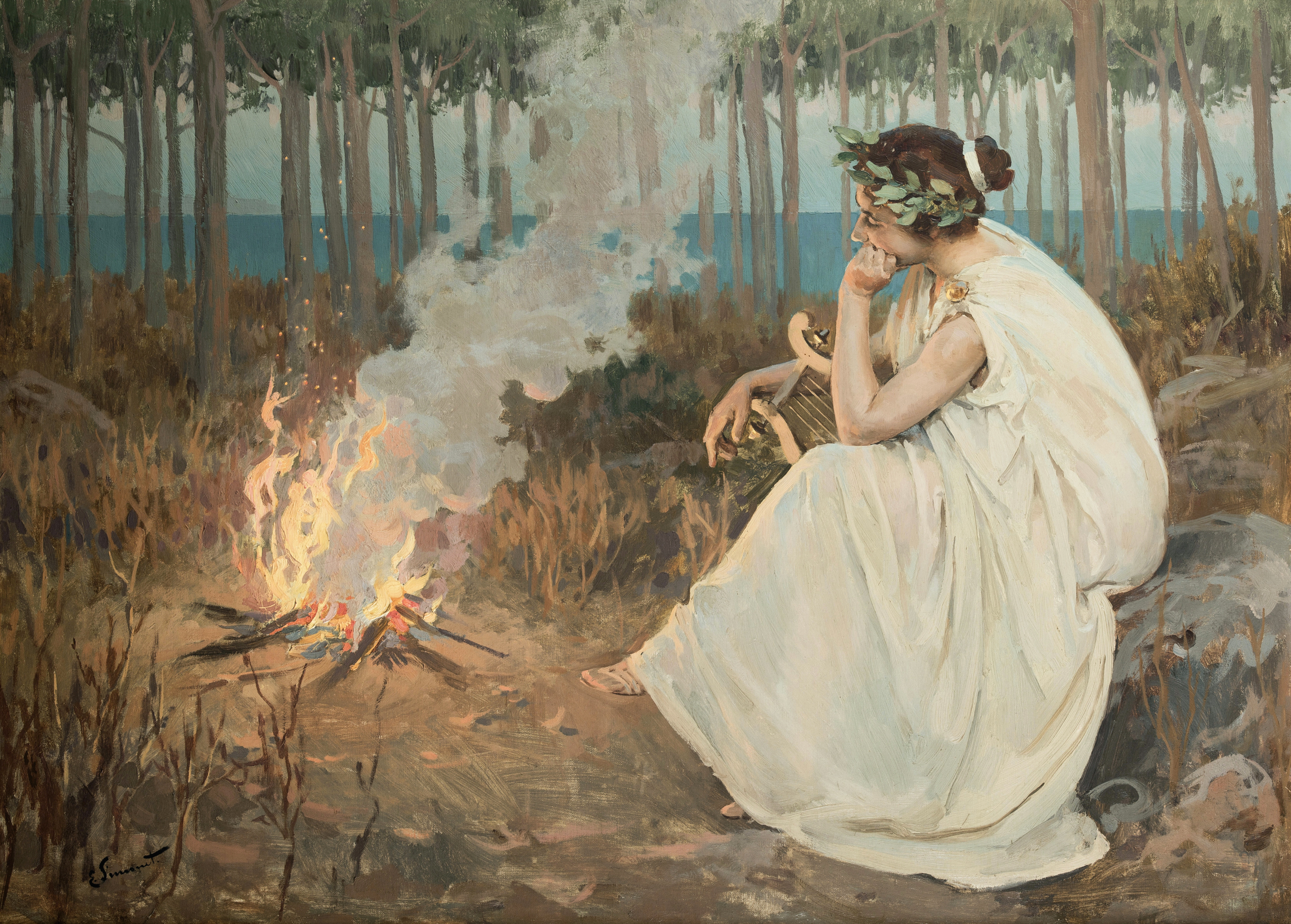
صافو بواسطة إنريكي سيمونيه

صافو (باليونانية: Σαπφώ) شاعرة إغريقية ولدت في جزيرة لسبوس في ميتيليني في بحر إيجة باليونان بين عامي 630 و 612 قبل الميلاد وتوفيت عام 570 قبل الميلاد. في آخر حياتها، رحلت إلى صقلية وماتت هناك، وأُحرقت ونقل رمادها إلى بلدها، كما خُلد اسمها برسم صورتها على الآنية والنقود. كانت مشهورة جدًا خلال العصور القديمة، لكن لم يبق عملها الشعري إلا على شكل شظايا.
ومن المعروف أنها أعربت في كتاباتها عن انجذابها للنساء، ومن هنا جاء مصطلح "sapphism" للإشارة إلى المثلية الجنسية للإناث بالإنجليزية، بينما مصطلح «مثلية» بالإنجليزية "lesbian" مشتق من جزيرة ليسبوس (Lesbos) التي عاشت فيها.
كانت سافو مشهورة جدًا ومُقدَّرة في العصور القديمة: استشهد بها أكثر من مائة كاتب قديم أو تحدثوا عنها. في قصيدة نُسبت (ربما عن طريق الخطأ) إلى أفلاطون، يصفها المؤلف بأنها «آلهة الإلهام العاشرة». ومع ذلك، لم يتبق سوى عدد قليل من الآثار من كتاباتها: لم يصل إلينا سوى قصيدة واحدة كاملة، «ترنيمة أفروديت»، والأخرى غير مكتملة (هذه أجزاء على ورق بردى، اقتباسات تقتصر أحيانًا على قصيدة واحدة أو حتى كلمة واحدة).
يبدو أن موضوعها المفضل هو الحب العاطفي، وخاصة حبها لعشيقتها آتيس. لذلك يمكننا أن نقول عن شعرها أنه غنائي. يقول سولون بعد سماعه لقراءة إحدى قصائدها:«أريد أن أتعلمها ثم أن أموت». يجب أن نتذكر أيضًا أنه في لغة الحياة اليومية، عندما يقال في العالم القديم «الشاعر» يعني هوميروس، تمامًا كما لو تحدثنا عن «الشاعرة» فهي صافو.

## روابط خارجية
- سافو شاعرة الحب والجمال عند اليونان - عبد الغفار مكاوي. أرشيف الشارخ
- صافو على موقع الموسوعة البريطانية (الإنجليزية)
- صافو على موقع ميوزك برينز (الإنجليزية)
- صافو على موقع إن إن دي بي (الإنجليزية)
- صافو على موقع ديسكوغز (الإنجليزية)